# 南極座τ
南極座τ，又名CP-88 204，HD 219765、SAO 258970、HR 8862，是南極座的一颗恒星，视星等为5.49，位于銀經303.96，銀緯-29.48，其B1900.0坐标为赤經23h 13m 9.9s，赤緯-88° -29.48′ 53″。